# Forces révolutionnaires de la famille du G9 et alliés
Pour les articles homonymes, voir G9.
Les Forces révolutionnaires de la famille du G9 et alliés (en créole haïtien : Fòs Revolisyonè G9 an Fanmi e Alye), parfois désignées par l'acronyme G9, sont une fédération de douze gangs haïtiens, créée en 2020 par l'ancien officier de police Jimmy Chérizier.
Le G9 est principalement connu pour les massacres qu'il a causés, luttant avec ses alliés pour le contrôle de la capitale Port-au-Prince : à l'heure actuelle, le G9 et ses alliés contrôlent plus de 80% de la ville. Le G9 est l'une des forces majeures de la guerre des gangs en Haïti, poussant à la démission le Premier ministre Ariel Henry en mars 2024.

## Histoire
La famille du G9 est fondée par Chérizier en juin 2020 : son propre gang, le Delmas 95, en est l'un des membres fondateurs. Comme son acronyme l'indique, le G9 était originellement composé de neuf gangs : ce nombre a rapidement augmenté à 12 gangs affiliés.
Le G9 entretien une forte rivalité avec un autre gang haïtien, le G-Pep. En 2022, des combats entre le G9 et le G-Pep (en) ont causé la mort de 89 personnes à Port-au-Prince.
Au début du mois de mars 2024, le G9 a été impliqué dans plusieurs attaques de prisons (en), entraînant l'évasion de plus de 3 800 prisonniers. Jimmy Chérizier a alors revendiqué l'attaque, affirmant que le but de l'attaque était de renverser le gouvernement d'Ariel Henry, menaçant de déclencher une « guerre civile » en cas de refus,. Celui-ci démissionne alors le 11 mars.

## Activités

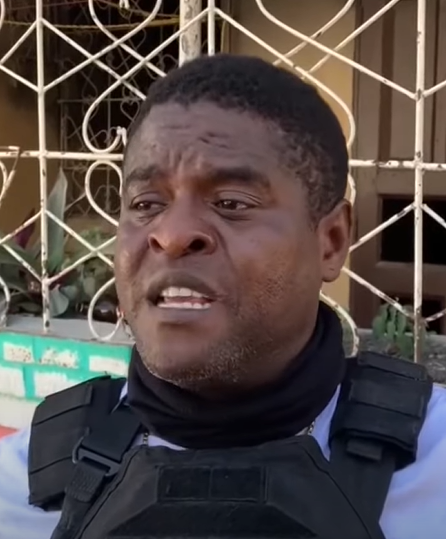
Jimmy Chérizier, fondateur du G9, en janvier 2024.

La famille du G9 avait vraisemblablement des liens avec le président haïtien Jovenel Moïse et son parti, le Parti haïtien Tèt Kale : le G9 aurait reçu des armes, des uniformes de police et le soutien de la police haïtienne, même après que Chérizier a quitté la police. Le G9 a cependant pris ses distances avec Moïse avant son assassinat en 2021.
Le G9 possède d'importants stocks d'armes, pour la plupart importées des États-Unis, ce qui leur procure une puissance de frappe virtuellement supérieure à celle de la police. Le G9 est également capable de piloter des drones : ceux-ci ont notamment été utilisés lors des attaques de prisons de mars 2024.